# Семіотика
Семіóтика, або семіолóгія (від грец. σημειωτικός — такий, що має ознаки від грец. σημεῖον — знак, ознака, грец. σῆμα — знак) — наука, яка досліджує способи передачі інформації, властивості знаків та знакових систем в людському суспільстві (головним чином природні та штучні мови, а також деякі явища культури, системи міфів, ритуалів), в природі (комунікація у тваринному світі) або в самій людині (зорове та слухове сприйняття тощо). Іншими словами, семіотика — це теорія знаків та знакових систем.
Основи цієї науки були закладені ще представниками античної та середньовічної філософської думки. Основні принципи семіотики у XIX ст. сформулював американський філософ Чарльз Сандерс Пірс. У XX ст. семіотика набула лінгвістичного ухилу під впливом ідей лінгвістів Фердинанда де Соссюра та Луї Єльмслева, та філософського ухилу під впливом ідей американського філософа Чарльза Морріса.

## Розділи та напрямки
Виділяються три розділи семіотики:
- синтактика (або синтаксис, від грец. syntaxis — побудова, порядок) — вивчає закономірності побудови знакових систем безвідносно до їх інтерпретації, тобто співвідношення знаків один з одним;
- семантика (від грец. semantikos — те, що позначає) — вивчає відношення між знаком та його змістом;
- прагматика (давньогрец. pragmatos — дія) — вивчає відношення знаків з їх відправниками, одержувачами та контекстом знакової діяльності.

У сучасній науці виділяють декілька напрямів семіотичних досліджень:
- біологічна семіотика (біосеміотика)
- етносеміотика
- лінгвосеміотика
- абстрактна семіотика

Перший напрямок — біологічна семіотика, або біосеміотика. Цей напрямок займається вивченням систем сигналізації (комунікації) тварин, включаючи нижчих тварин та комах, тобто досліджує системи, засновані на природних знаках, або знаках, так чи інакше важливих для існування самого організму, тобто біологічно суттєвих (біологічно релевантних). (Ч. Хоккетт, США[джерело?]; М. І. Жинкін, СРСР[джерело?]).
Другий напрямок — етносеміотика. Це найбільш широкий напрямок, який містить декілька течій, одна з яких орієнтується на антропологію та етнографію, тобто вивчення переважно примітивних спільнот (Е. Холл, США; Клод Леві-Строс, Франція); друга течія — на соціальну психологію та інженерну психологію, тобто вивчення високорозвинених спільнот (Ж. Маторе, Франція; А. Чапаніс та ін., США); третя течія — на історію філософії та літератури (Р. Барт, М. Фуко та ін., Франція).
Третій напрямок — лінгвосеміотика — орієнтується на вивчення природної мови з її стилістикою. Крім того, лінгвосеміотика досліджує інші суміжні знакові системи, які:
- функціонують паралельно з мовою (наприклад, жести та міміка, що супроводжують мову);
- компенсують мову (наприклад, виразна, стилістична інтонація; типографські шрифти);
- видозмінюють її функції та її знаковий характер (наприклад, художня мова).

В останні роки у зв'язку із бурхливим розвитком моделювання природної мови і появою різних типів штучних мов (інформаційних, інформаційно-логічних, мов програмування тощо) розширився і об'єкт лінгвосеміотики.
Четвертий напрямок — абстрактна семіотика — вивчає лише найзагальніші властивості та відношення(сигніфікат), що характеризують знакові системи, незалежно від їх (денотат) матеріального втілення (Рудольф Карнап в Америці; В. Б. Бірюков, Д. П. Горський, А. А. Зинов'єв, В. В. Мартинов та ін., СРСР). В рамках цього напрямку створюється найбільш абстрактна, логіко-математична теорія знакових систем.